# 骰子遊戲
骰子遊戲，通常是使用或合併骰子作為單一或中央組合的遊戲，作為一個任意的設備。是屬於桌上遊戲的一種，使用骰子進行遊戲。
玩法：
1. 回合结束时拥有最多的资源。
2. 骰子：确定骰子的类型和功能。这可能包括不同类型的骰子，例如有面的骰子（d4、d6、d8、d10、d12、d20等），以及特殊功能的骰子，例如有特殊面的骰子（比如有面的骰子，每面都代表一种魔法）。
3. 规则：确定游戏的基本规则。这可能包括玩家回合的顺序、玩家可以进行的操作（如投掷骰子、使用骰子面的效果等）、玩家可以进行的策略和战术等。
4. 互动：设计玩家之间的互动方式。例如，可以设计玩家之间的竞争模式，让玩家争夺资源和优势。也可以设计玩家之间的合作模式，让玩家共同对抗游戏中的困难和挑战。
5. 扩展和变化：设计游戏的扩展和变化。这可能包括添加新的骰子类型和功能、增加新的规则和机制、修改游戏的目标和胜利条件等。